# Bodø
Bodø je město v Norsku. Je správním městem kraje Nordland. Bodø má 49 940 obyvatel (30.06.2014) a rozlohu 1392 km².
Bodø hraničí na severu s obcí Steigen, na východě s obcí Sørfold, na jihu s obcemi Saltdal, Beiarn a Gildeskål, a na západě s obcemi Røst a Værøy.

## Dějiny
Status města byl Bodø udělen v roce 1816. Většina města byla zničena během náletu Luftwaffe 27. května 1940. Ve městě v tu dobu žilo 6000 lidí, 3500 obyvatel ztratilo během náletu své domovy. Zahynulo 15 lidí (dva britští vojáci a třináct Norů). Švédská vláda pomohla v zimě roku 1941 vystavět 107 nových obydlí. Domy byly postaveny poblíž města. Tato část dnes leží v srdci města a je nazývána Svenskebyen – „švédské město“.
Město bylo po válce přestavěno, poválečná přestavba byla ukončena v roce 1959 dostavbou nové radnice.
Bodø upoutalo pozornost mezinárodního dění v květnu 1960, kdy byl sestřelen americký výzvědný letoun U-2 při přeletu přes Sovětský svaz a pilot Francis Gary Powers nedokončil svůj let z Pákistánu do norského Bodø.
V roce 2005 se město rozrostlo o obec Skjerstad.

## Přírodní poměry
Město leží za polárním kruhem. Půlnoční slunce lze pozorovat od 2. června do 10. července.
Bodø leží na poloostrově vybíhajícím do Norského moře a je jedním z největrnějších měst v Norsku.
Sněhová pokrývka se během zimy objevuje jen zřídka. Zimy jsou přes značnou zeměpisnou šířku mírné s deštivými obdobími. Průměrné teploty se v lednu pohybují kolem −2,2 °C, zatímco v červenci je teplotní průměr 12,5 °C. Roční průměrná teplota je 4,5 °C a roční úhrn srážek je 1020 mm. Nejstudenějším zaznamenaným měsícem byl únor roku 1966 s průměrem −8,9 °C, nejteplejším měsícem byl červenec roku 1937 s průměrem 17,1 °C.
Přibližně 10 kilometrů vzdušnou čarou a 30 kilometrů po pozemních komunikacích jihovýchodně od města se nachází průliv Saltstraumen s nejprudším slapovým proudem na světě.

## Znak
Znakem Bodø je zlaté slunce na červeném štítu. Slunce má symbolizovat půlnoční slunce. Znak byl vytvořen v roce 1959.

## Sport
- FK Bodø/Glimt – fotbalový klub[1]

## Galerie

poloha Bodø v Nordlandu
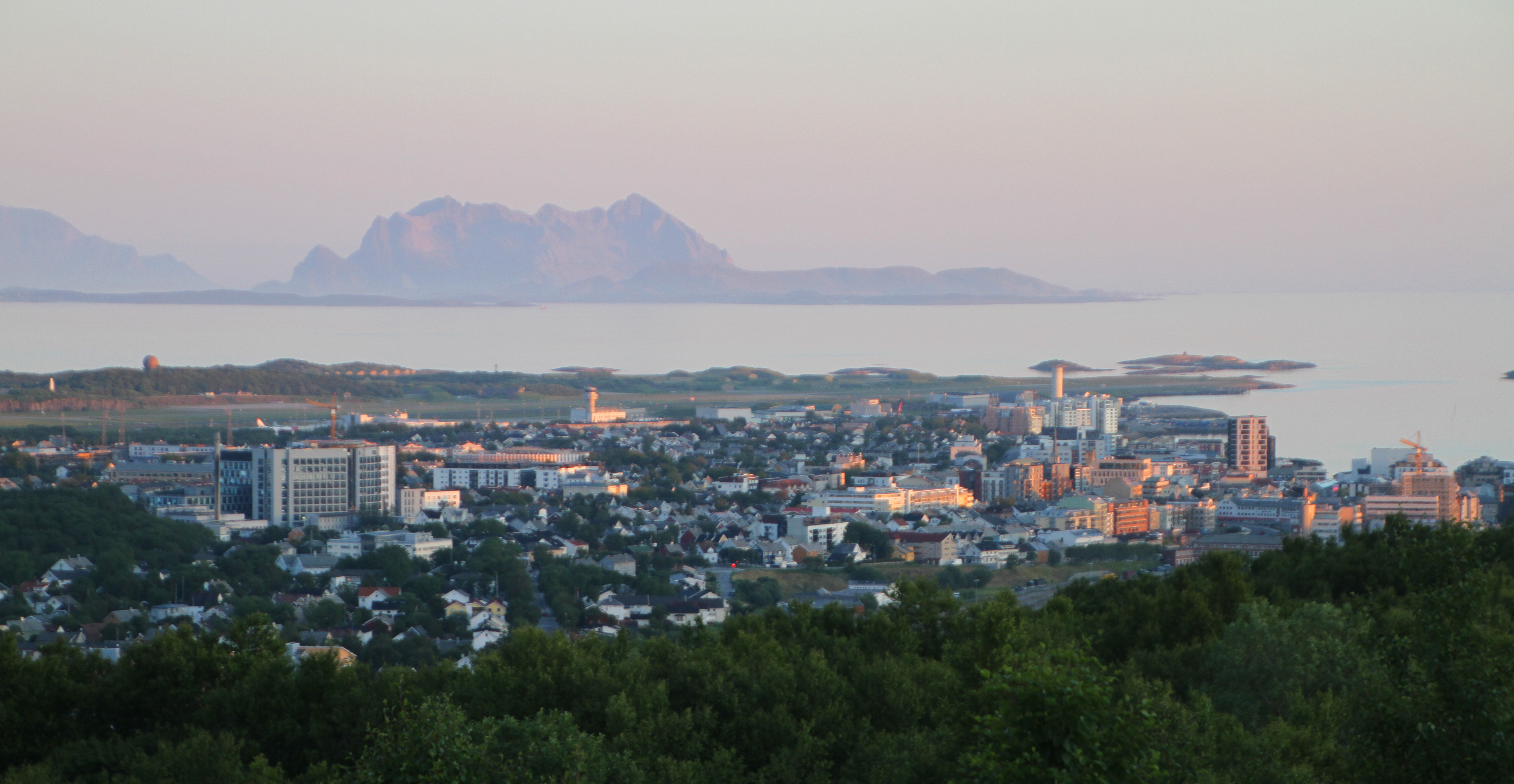
město
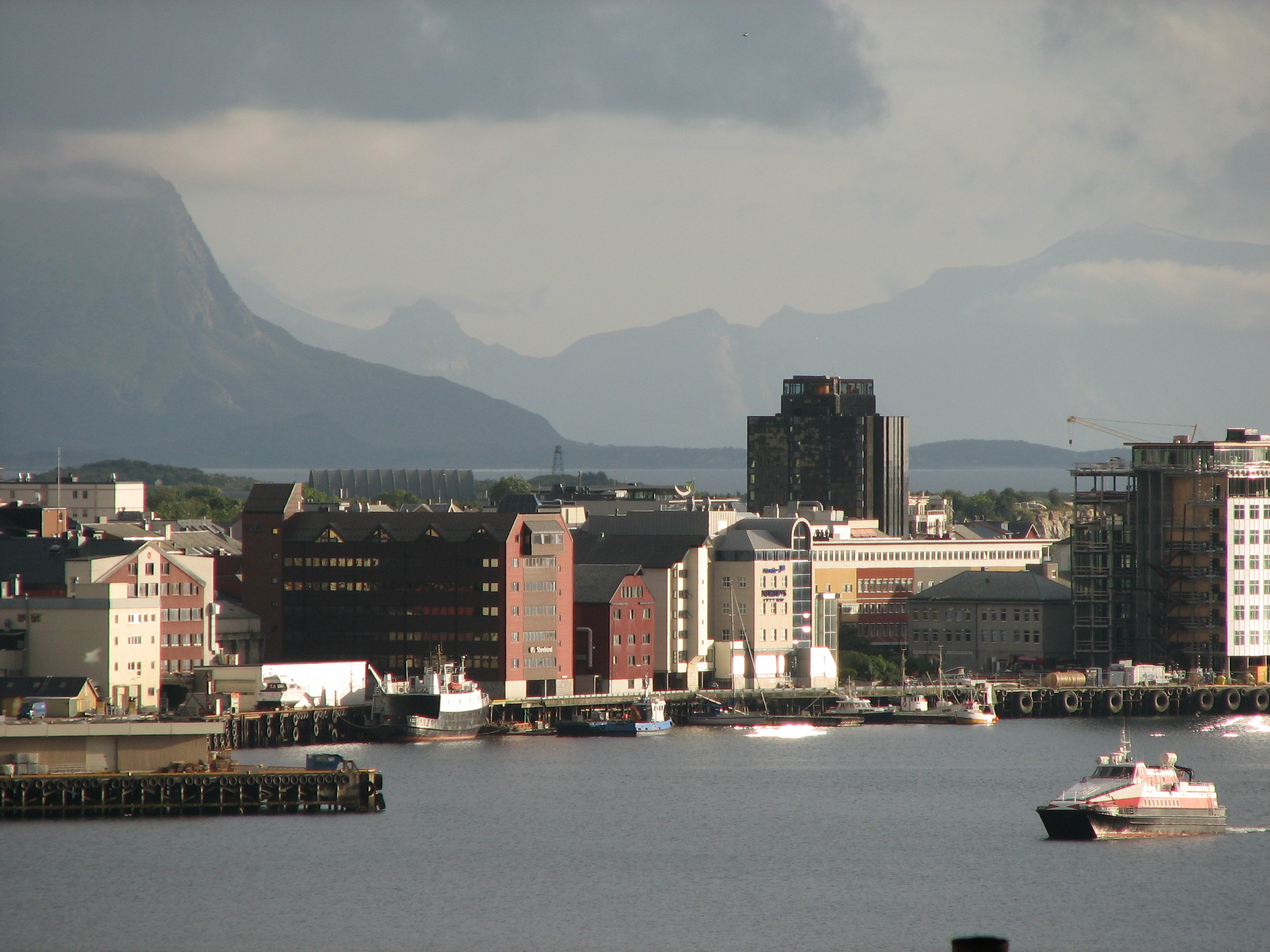
přístav
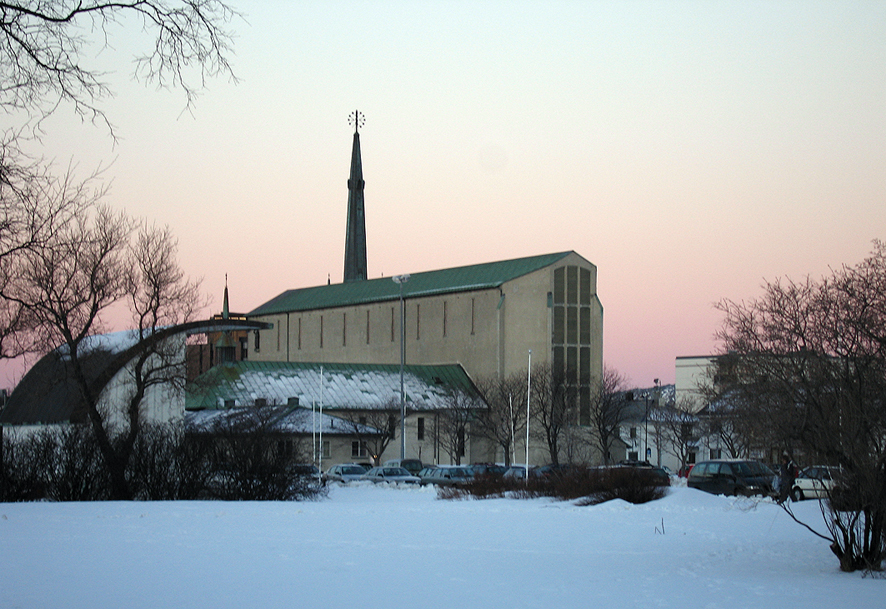
katedrála v Bodø
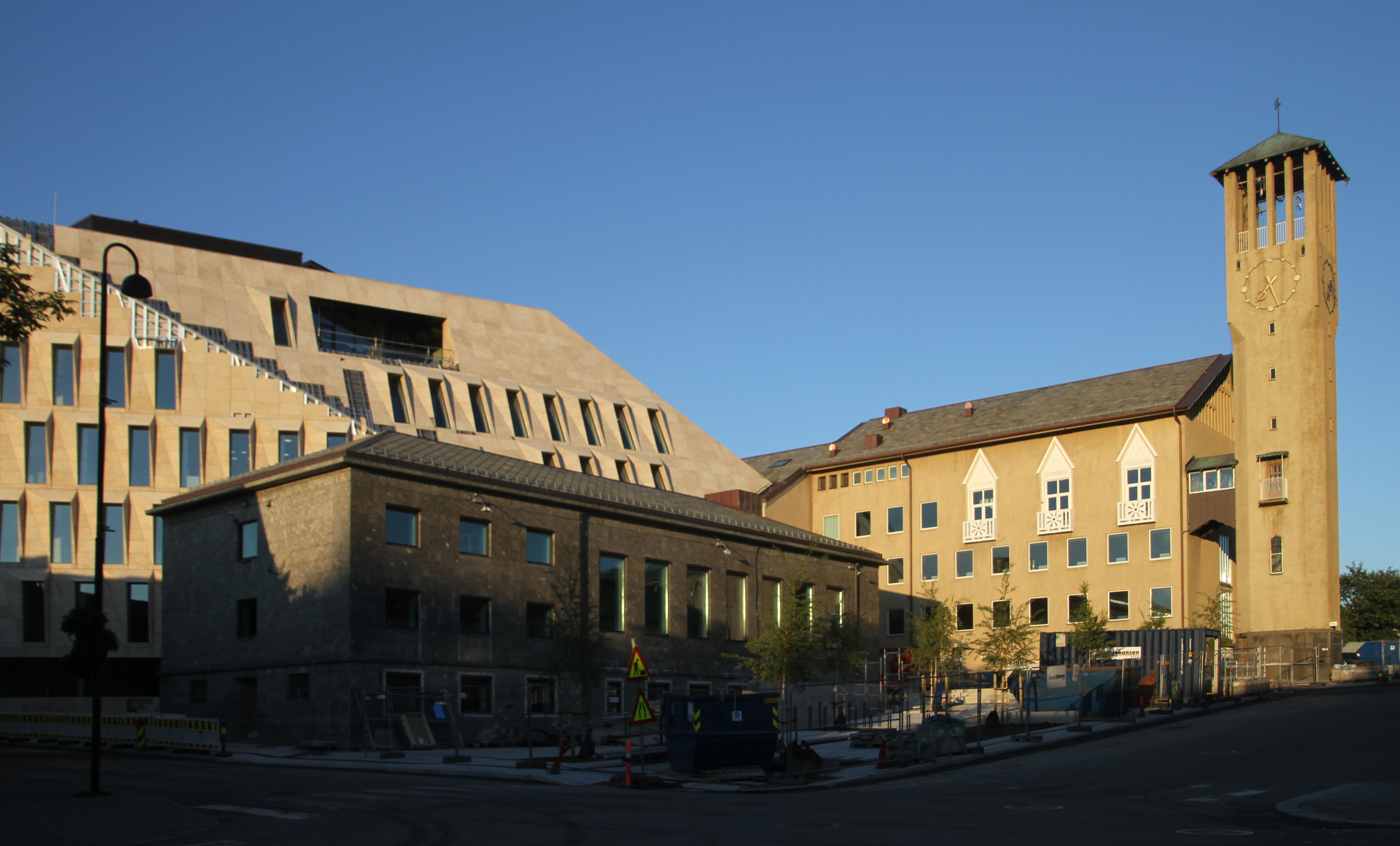
radnice
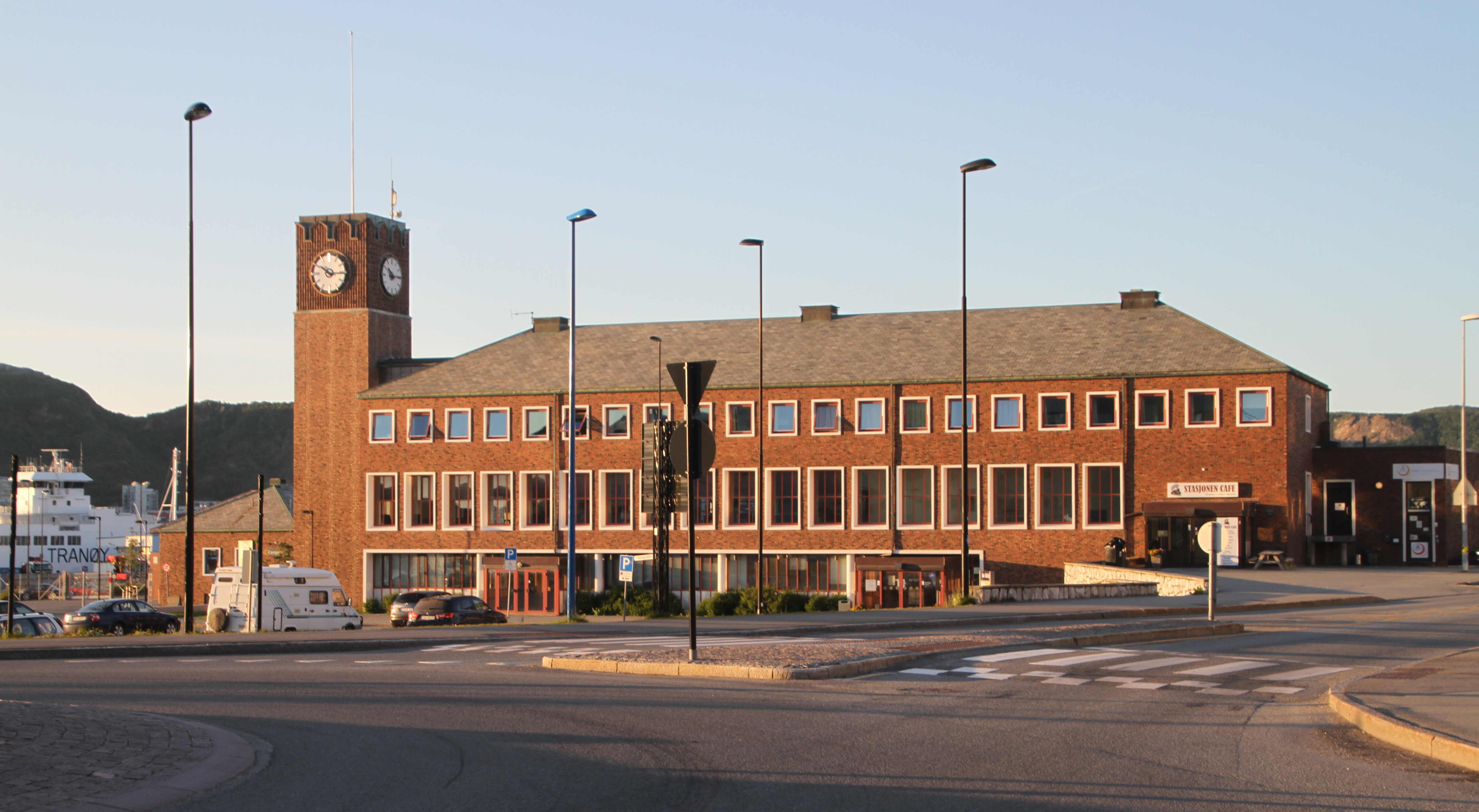
vlaková stanice